# 开山岛
开山岛位于中华人民共和国江苏省东北部黄海海域，灌河入海口主航道南侧，距最近的陆地江苏陈家港约12海里。该岛扼守着江苏省连云港市、盐城市的海上要冲，战略位置重要。
开山岛面积0.013平方公里，最高点海拔36.4米，岛上无淡水资源，有大狮礁、船山两个附属岛礁。

## 行政
该岛行政归属存在争议，连云港灌云县和盐城市响水县在各自的宣传中都声称开山岛属于自己一方。
1985年驻岛部队撤离后，灌云县委任民兵王继才夫妇驻守该岛，1996年灌云县设置开山岛村，2006年设置界碑，2010年发布招商项目。
响水县方面，则注册了所有与开山岛的商标，开山岛被响水县认为是该县乃至盐城市唯一的海岛。

## 居民
20世纪80年代初，开山岛由中国人民解放军驻守。1985年部队撤出后，交由地方武装部门管理，成立了开山岛民兵哨所。
1986年7月，灌云县人武部委任民兵营长王继才担起守岛重任，不久王继才妻子王仕花辞去了村小学教师的工作，上岛参与守岛工作。
2018年7月27日21時20分，在黃海前哨堅守32年後，王繼才因病搶救無效逝世，其妻王仕花继续担起守岛重任。
王繼才的事蹟感動了許多中國人民，結果有500多人報名參與守島工作，並經過政審、體檢、心理測試等。2018年9月，第一批年輕守島民兵正式接崗，至今已有28人先後上島輪班值守。

## 设施
2008年，江苏省军区为开山岛送来一台小型风力发电机，岛上第一次有了电，但后来被大风摧毁而无法使用。
2012年安装了小型太阳能发电站，2015年岛上增设了5000瓦汽油发电机。